# Pi (filme)
Pi (estilizado como π) é um filme de ficção científica e suspense dos Estados Unidos de 1998, realizado por Darren Aronofsky. É o primeiro filme realizado por ele e deu início à sua parceria com o músico britânico Clint Mansell.

## Elenco
- Sean Gullette (Maximillian "Max" Cohen)
- Mark Margolis (Sol Robeson)
- Ben Shenkman (Lenny Meyer)
- Pamela Hart (Marcy Dawson)
- Stephen Pearlman (Rabbi Cohen)
- Samia Shoaib (Devi)
- Ajay Naidu (Farroulk)
- Kristyn Mae-Anne Lao (Jenna)
- Espher Lao Nieves (Mãe de Jenna)
- Joanne Gordon (Sra. Ovadia)
- Lauren Fox (Jenny Robeson)
- Clint Mansell (Fotógrafo)

## Recepção
O Metacritic, que usa uma média ponderada, atribuiu ao filme uma pontuação de 72 em 100, baseado em 23 críticos, indicando críticas "geralmente favoráveis".

## Prémios e nomeações
- Ganhou o Prémio de Melhor Argumento Iniciante[carece de fontes?], no Independent Spirit Awards. Foi ainda nomeado em outras duas categorias:
  - Melhor Fotografia[carece de fontes?]
  - Melhor Filme de Estreia[carece de fontes?]
- Ganhou o Prémio de Melhor Realizador - Drama no Sundance Film Festival[carece de fontes?]
- Ganhou o prémio de Menção Especial no Málaga International Week of Fantastic Cinema na categoria de:
  - Argumento (Darren Aronofsky)[carece de fontes?]
- Ganhou o prémio dos Realizadores no Sundance Film Festival na categoria de:
  - Drama (Darren Aronofsky)[carece de fontes?]
- Ganhou o prémio FIPRESCI - Menção Especial no Thessaloniki Film Festival na categoria de:
  - Competição Internacional (Darren Aronofsky)[carece de fontes?]